# Golfe nos Jogos Olímpicos de Verão de 2016
As competições de golfe nos Jogos Olímpicos de Verão de 2016 foram realizadas na Reserva de Marapendi, no Rio de Janeiro, entre os dias 11 e 20 de agosto. Foi disputado em dois torneios individuais, um masculino e outro feminino, marcando o retorno do esporte as Olimpíadas depois de 112 anos de ausência, que teve sua última aparição em 1904, em Saint Louis.

## Calendário
| R1 | Ronda 1 | R2 | Ronda 2 | R3 | Ronda 3 | R4 | Ronda 4 |

| Evento↓/Data →       | Qui 11 | Sex 12 | Sáb 13 | Dom 14 | Qua 17 | Qui 18 | Sex 19 | Sáb 20 |
| -------------------- | ------ | ------ | ------ | ------ | ------ | ------ | ------ | ------ |
| Individual masculino | R1     | R2     | R3     | R4     |        |        |        |        |
| Individual feminino  |        |        |        |        | R1     | R2     | R3     | R4     |

## Qualificação
A qualificação foi baseada no ranking mundial de 11 de julho de 2016, com um total de 60 jogadores qualificados em cada um dos eventos masculinos e femininos. Os 15 melhores jogadores de cada gênero se classificaram, com um limite de quatro jogadores por país. As vagas restantes foram atribuídas aos golfistas mais bem classificados de países que ainda não possuíam dois jogadores qualificados. A Federação Internacional de Golfe garantiu pelo menos um jogador de golfe do país sede (Brasil) e de cada região geográfica (África, Américas, Ásia, Europa e Oceania).

## Medalhistas
| Evento                        | Ouro                         | Prata                      | Bronze                         |
| ----------------------------- | ---------------------------- | -------------------------- | ------------------------------ |
| Individual masculino detalhes | Justin Rose GBR Grã-Bretanha | Henrik Stenson SWE Suécia  | Matt Kuchar USA Estados Unidos |
| Individual feminino detalhes  | Inbee Park KOR Coreia do Sul | Lydia Ko NZL Nova Zelândia | Shanshan Feng CHN China        |

## Quadro de medalhas

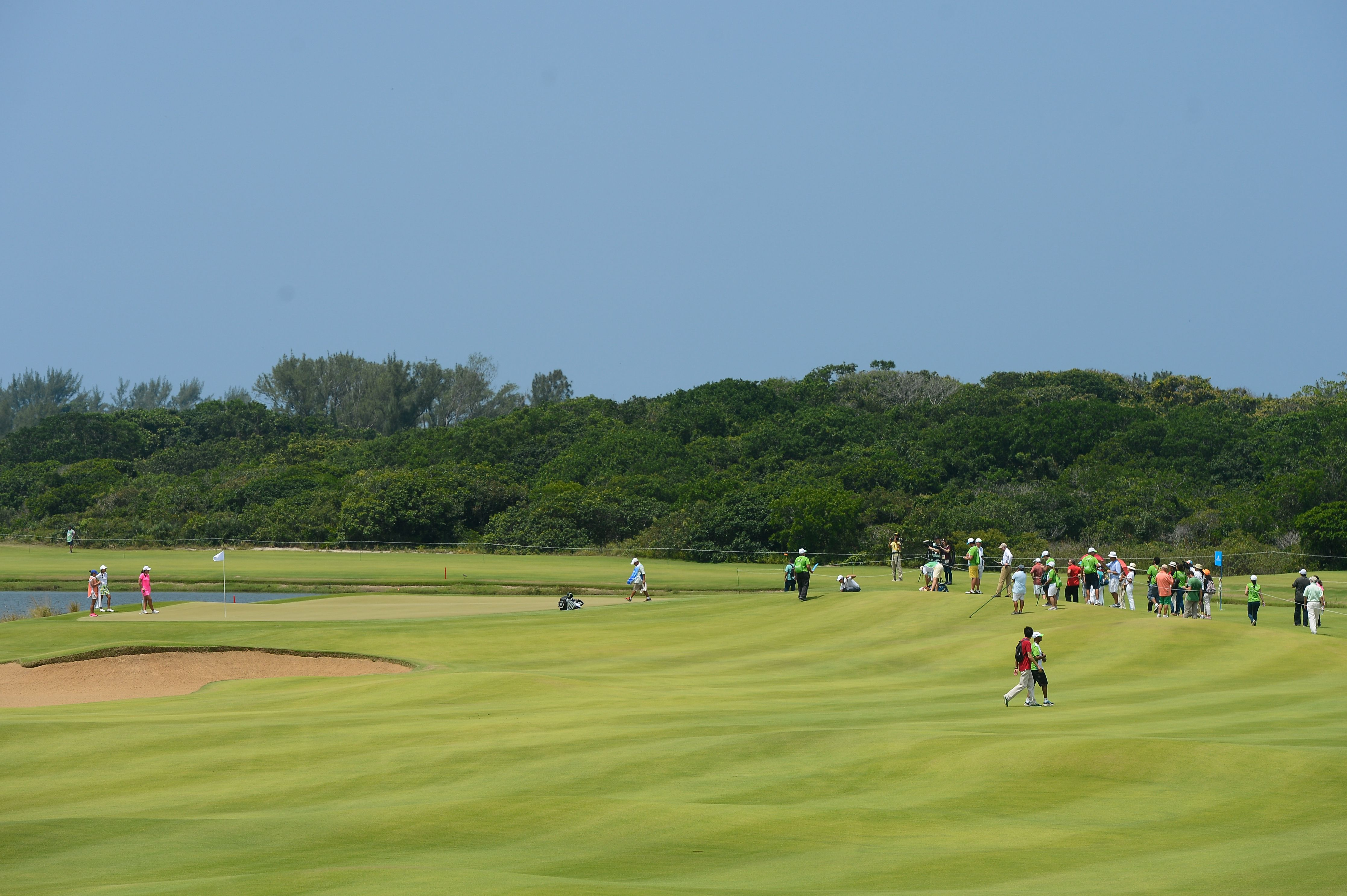
Campo de golfe na Reserva de Marapendi.

| Ordem | País               | Medalha de ouro | Medalha de prata | Medalha de bronze |   | Ordem por total |
| ----- | ------------------ | --------------- | ---------------- | ----------------- | - | --------------- |
| 1     | GBR Grã-Bretanha   | 1               |                  |                   | 1 | 1               |
|       | KOR Coreia do Sul  | 1               |                  |                   | 1 | 1               |
| 3     | NZL Nova Zelândia  |                 | 1                |                   | 1 | 1               |
|       | SWE Suécia         |                 | 1                |                   | 1 | 1               |
| 5     | CHN China          |                 |                  | 1                 | 1 | 1               |
|       | USA Estados Unidos |                 |                  | 1                 | 1 | 1               |
| TOTAL | TOTAL              | 2               | 2                | 2                 | 6 | —               |